# Parzniew
Parzniew (prononciation : [ˈpaʐɲef]) est un village polonais de la gmina de Brwinów dans le powiat de Pruszków de la voïvodie de Mazovie dans le centre-est de la Pologne.
Il se situe à environ 4 kilomètres à l'est de Brwinów (siège de la gmina), 3 kilomètres au sud-ouest de Pruszków (siège du powiat) et à 18 kilomètres au sud-ouest de Varsovie (capitale de la Pologne).
Le village compte approximativement une population de 1 497 habitants en 2012.

## Histoire
Au cours de la Seconde Guerre mondiale, durant la guerre défensive polonaise, le 12 septembre 1939, environ 100 prisonniers de guerre polonais ont été massacrés à Parzniew par les troupes allemandes de la Wehrmacht.
De 1975 à 1998, le village appartenait administrativement à la voïvodie de Varsovie.